# Knäckebröderna
Knäckebröderna var ett svenskt rockband inom musikrörelsen som bestod av Mats G. Bengtsson från då upplösta Blå Tåget på piano och clavinet samt Bosse Gäverström på gitarr och elbas, Lennart Holving på sång och gitarr och Ulf Westander på trummor. Knäckebröderna gav 1976 ut albumet  Lyckosparken (MNW 71P).

## Medlemmar
- Mats G. Bengtsson – piano, clavinet
- Bosse Gäverström – gitarr, basgitarr
- Lennart Holving – sång, gitarr
- Ulf Westander – trummor

## Diskografi
Album
- 1976 – Lyckosparken (LP)

Medverkan på samlingsskivor
- 1979 – Musiknätet Waxholm 10 år